# 元氣爆發
《元氣爆發》（日語：元気爆発ガンバルガー），是由日昇動畫所製作，於1992年4月1日至1993年2月24日間在東京電視台播映的電視動畫。前作是絕對無敵,續作是熱血最強。

## 故事簡介
在晴朗的日子下，霧隱藤兵衛在青空鎮的山林中訓練兒子霧隱虎太郎忍術，但虎太郎為了打棒球而不願意學習，藉口逃跑，使得藤兵衛氣憤不已，於是丟出炸藥，想要教訓虎太郎，不料被虎太郎用球棒反擊，使炸藥飛到附近的廟宇的一顆封印岩石上，造成不小的爆炸......只不過這一爆，卻破壞了封印，放出了大魔界的魔王固克，雖然後來被正義使者藍光人鎮壓回去，但魔王固克仍不死心，便命令部下黑暗青髮妖III世到人間作亂，於是藍光人便派出了三架機體一路追逐，但最後因耗盡了力量而倒在山林中......這時霧隱虎太郎、風祭鷹介與流崎力哉三人來到，因好奇坐到了三部機體之中，受藍光人所託付和敵人戰鬥，但在勝利後卻被詛咒，雖有藍光人的力量所保護，但只要被人知道真正身份後就會和霧隱藤兵衛一樣被變成狗......這一個驚險的相遇，便使他們開始了在隱藏身份下保護這個城鎮的任務......

## 登場人物

### 
（配音：折笠愛（日本）；賀世芳（台灣）；曾佩儀（第1-13集）、林丹鳳（第14集後）（香港））
台譯：「王小虎」,4月1日生，血型B型。本作品的主角。
黃色元氣小子，變身後特殊技能為「超速度」，可在短時間內抵達目的地，甚至像傳送一樣進行短距離移動，以及在水上奔跑，還可以在短時間內繞地球一圈。惟經常被做為私人使用，因此曾差點被魔界獸做標記而暴露身份。
青空小學4年1班。擔任衝鋒虎駕駛者,以及伏魔金剛和巨大伏魔金剛的正駕駛。
個性屬樂天好動，喜歡對朋友惡作劇,連同為元氣小子的鷹介和力哉也是被他惡作劇的對象，以致於經常挨罵，尤其是姊姊小霞，更是對此懊惱和氣憤不已。由於他個性不太注重細節，所以完全不放在心上。
喜歡食物香蕉年糕，夢想能吃到無數的香蕉年糕。
他是已有400多年歷史的霧隱流忍者的後裔，擁有非凡的運動能力，但他無意延續忍者傳統，並且傾向於懈怠訓練。然而，他的想法似乎隨著元氣小子的活動而改變了。
雖然他是元氣小子的核心人物，但他也是個麻煩製造者，經常因為未經許可試圖使用元氣戰服而受到責罵。他頭腦敏捷，無論是惡作劇還是呼攏用的藉口，在緊急情況下都能憑藉樂觀的思維和勇氣渡過危機。他不只在忍術訓練上很懶，在學習上也很懶，是個成績極差的孩子，考試幾乎是0分。雖然他對自己的歌聲很有信心，但實際上唱得五音不全。在下一部作品熱血最強的第15集中，有他寄明信片發問的橋段。
在最後一集中，黃色元氣小子的超能力被他濫用，導致元氣手環被力哉沒收，故事結尾三人把元氣手環和元氣指揮器都封印在時間膠囊中。
（配音：南央美（日本）；馮友薇（台灣）；謝潔貞（香港））
台譯：,4月17日生，血型A型。
藍色元氣小子，變身後特殊技能為「超視力與超聽力」，可以分辨遠方的細微聲音與事物。他經常被紅色元氣小子扔到空中，方便使用他的聽力和視力。
擔任疾速鷹與翼龍金剛駕駛者,以及伏魔金剛和巨大伏魔金剛的副駕駛。
個性屬友善溫柔，頭腦活躍，喜歡百合香，但因為害羞而不敢告白。後期與魔界獸對戰後，克服幼時害怕年糕的記憶。
不知為何他所拉的小提琴，聲音難聽到魔界獸都受不了。
虎太郎的同學兼玩伴,青空小學4年1班。他平常穿著黃色襯衫和藍色工作服。個性膽小、安靜，與虎太郎完全相反，但也有好奇、精明的一面。而且，他們經常在情況需要時做出一些極端行為。他也是虎太郎和力哉平常吵架的調解人。由於媽媽的嚴格教育政策，他被逼去補習、插花、繪畫、英語會話等很多課程，儘管他並不願意。雖然成績優異，考試也取得了滿分，但不擅長運動，是青空棒球隊的替補10號。也有學習小提琴和鋼琴課，但實際上都不擅長。
他隨時攜帶元氣指揮器，擔任元氣小子的大腦，尋找敵人的弱點，揭開機甲秘密。他憧憬他的同學小牧百合香，當她與他互動時，鷹介變得像另一個人一樣堅強。小時候的一次經歷讓他受到了麻糬的創傷，但後來他克服了。而且，或許是因為他的適應能力，他是第一個接受了「秘密英雄元氣小子」處境的人。起初，他是個內向的人，但透過與大魔界的戰鬥，他獲得了勇氣，最終成長到了可以向母親表達自己心意和想法的地步。
（配音：島田敏（日本）；李宛鳳（台灣）；黃鳳英（香港））
台譯：「陳力哲」,10月10日生，血型A型。
紅色元氣小子，變身後特殊技能為「怪力」，能夠舉起比自己還重的東西，是元氣忍者隊的隊長。可以舉起汽車和人來救人，也可以對抗和阻擋巨型魔界獸的攻擊。
擔任象王與勁力金剛駕駛者,以及伏魔金剛和巨大伏魔金剛的副駕駛。
虎太郎的同學兼玩伴,青空小學4年1班。個性屬軟弱老實，厭惡事情拐彎抹角又混亂，因此經常和虎太郎爭辯事情。
興趣是棒球，為青空棒球隊投手和4號打者，夢想成為職棒選手。非常疼愛弟弟哲也。
他是一個嚴肅、熱血的人，具有很強的領導能力，具備善良與堅強的心理條件，並且討厭錯事和穩定勤奮。因此，他總是容易與性格粗心的虎太郎發生衝突，但最後他們總是在一起行動，也許是因為他是一個有愛心的人，所以容易動搖。他的家人經營一家名為「逆轉拉麵」的拉麵店，他經常幫忙送餐。在學校裡，他擔任班委員，並逐漸認識了同為班委會的武田桂。平常很冷靜，但當棒球和弟弟哲也參與其中時，他就容易變得慌亂。
他直到最後都討厭自己的秘密英雄活動，認為這會妨礙他成為職業棒球運動員的夢想，但當霞陷入困境時，他決定以紅色元氣小子的身份戰鬥。從那時起，他就產生了強烈的使命感，無論做什麼都會堅持到底，有時還會迫使傾向於個人事務優先的虎太郎和鷹介接受特殊訓練並練習他們的必殺技。自從以紅色元氣小子的身份幫助哲也送了生日蛋糕後，哲也就徹底迷上了紅色元氣小子，並說：“紅色元氣小子比我哥哥還酷。” 讓力哉震驚不已。他也害怕鬼怪和鬼故事等未知現象，被鷹介和虎太郎邀請登上突然出現的三台機器人時，他表現得非常恐懼，但現在他很珍惜平常駕駛的象王。
在勁力金剛登場時,曾經被魔王固克的靈魂操縱，並意圖毀滅元氣小子，而與伏魔金剛交戰。之後在眾人呼喚下,破除魔王固克的操縱,恢復正常。

### 周邊人物

#### 霧隱家
（配音：緒方賢一（日本）；沈光嘉（台灣）；陳永信（香港））
台譯：「王大空」
6月29日生，之父，忍者家族後裔，武術精湛。
在大結局前是唯一知道元氣小子真實身份的人，所以常協助他們對抗大魔界勢力。
在與元氣小子共同對決魔界獸後，被黑暗青髮妖施予魔法變成為狗，名叫空空（ゴンザレス）。
霧隱弥生（配音：深見梨加（日本）；馮友薇（台灣）；盧素娟（香港））
虎太郎母親，與藤兵衛為夫妻，在自宅所經營的青空保育園擔任園長一職。
霧隱霞（配音：伊藤美紀（日本）；賀世芳（第1集）→李宛鳳（第2集起）（台灣）；林元春（第1-5集）、沈小蘭（第6集後）（香港））
9月28日生，虎太郎姊姊，青空中學2年級學生，精通羽毛球技巧，為校隊成員之一。不喜歡虎太郎吵鬧，姊弟之間卻經常為了些小事而大吵。
小霞黑髮妖（配音：伊藤美紀（日本）；李宛鳳（台灣）；沈小蘭（香港））
黑暗青髮妖III世欲將霞的羽毛球拍變成超魔界獸時，誤把妖法射到了霞身上而產生的大魔界魔導士形態。
非常看不起黑暗青髮妖III世，不論是法力還是戰力都凌駕其之上，甚至一度困住黑暗青髮妖III世，此狀態可以把人類變成動物，必殺技魔界至陰扣球(ゾイワコスマッシュ)，還搶走了黑暗青髮妖的魔法燈(魔法のランプ)，詠唱相同的咒文，將魔力注入球拍創造出超魔界獸羽毛球怪(ラケットン)，後來羽毛球怪被巨大伏魔金剛所摧毀之後，霧隱霞也恢復了普通人類的原狀。

#### 流崎家
父親（配音：山口健（日本）；沈光平（台灣）；源家祥（香港））
在自宅所經營的麵店擔任廚師及外送一職，喜好棒球，閒暇時會替青空棒球隊加油打氣，但卻因為此喜好而經常忘記原本應該做的事情，以致於被妻子責罵。
母親（配音：折笠愛（日本）；馮友薇→賀世芳（台灣）；雷碧娜（香港））
本名與生日不明，在自宅所經營的麵店擔任廚師一職，對於先生喜好棒球一事相當厭惡。
流崎哲哉（配音：大谷育江（日本）；馮友薇（台灣）；區瑞華（第1-14集）、蔡惠萍（第15集後）（香港））
台譯：「陳浩哲」
4月25日生，力哉的弟弟，目前就讀虎太郎家經營的青空保育園，與結城秋繪為同學兼好友。

#### 風祭家
父親
從未出現。
母親（配音：大谷育江（日本）；區瑞華（香港））
以嚴謹的教導方式教育，期望鷹介能考上理想學校。

#### 青空小學
立花亞衣子（配音：伊藤美紀（日本）；馮友薇（台灣）；李秀儀（香港））
台譯：「吳翩翩」
12月18日生，青空小學4年1班級任老師，擅長跆拳道，有著厭惡惡勢力的思維。其夢想的男友為擔任新聞記者。
結城千夏（配音：白鳥由里（日本）；李宛鳳（第1集）→賀世芳（第2集至28集、第30集至33集）→馮友薇（第29集、第34集起）（台灣）；梁少霞（香港））
台譯：「吳芊芊」
12月28日生，青空小學4年1班學生，與虎太郎為幼時玩伴，因為家裡經營照相機店，且為學校新聞社記者，因此夢想成為一名優秀的新聞記者，表面上與虎太郎時常吵架，但其實非常關心虎太郎並對其抱持好感，也是第一個識破虎太郎為黃色元氣小子的角色。
因為在魔界獸對決時被元氣小子等人拯救，故非常希望照得元氣小子相關照片。
武田桂（配音：深見梨加（日本）；李宛鳳（第2集至32集）→賀世芳（第34集起）（台灣）；陸惠玲（香港））
台譯：「田桂花」
11月10日生，青空小學4年1班學生，武田長官女兒。擔任班長一職，眼鏡娘，個性謹慎嚴謹，起先與父親同樣對元氣小子相當不以為然，但被紅色元氣小子拯救後對其漸漸改觀。
與千夏的相處類似虎太郎和力哉的關係，而正好兩人在班級話劇中也分別扮演黃色和紅色的元氣小子，對於紅色元氣小子有所憧憬。
小牧百合香（配音：大谷育江（日本）；李宛鳳（台灣）；黃麗芳、雷碧娜（第32至36集）（香港））
台譯：「譚百合」
5月27日生，青空小學4年1班學生，因文靜優雅的個性有著類似班花的存在。
家中開設名為「小牧醫院」的診所，不知道鷹介喜歡她，在劇中被藍色元氣小子拯救後，對於藍色元氣小子有所憧憬。最後才知道藍色元氣小子的真實身份是鷹介。

#### 班級親友相關
結城秋繪（配音：深見梨加（日本）；李宛鳳（台灣）；林元春（香港））
台譯：「吳秋秋」
10月16日生，千夏的妹妹，目前就讀虎太郎家經營的青空保育園，與姐姐有著相同喜歡拍照的喜好。與流崎哲哉為同學兼好友。
武田長官（配音：西村知道（日本）；沈光平（台灣）；鄧榮銾、梁耀昌（第14集後）（香港））
生日不明，青空鎮防衛隊長官（嚴格來說應該是日本防衛隊的長官），武田桂的父親。為橫跨《絕對無敵》以及《熱血最強》兩部作品的唯一角色。

#### 青空鎮居民
荒木源蔵（配音：緒方賢一（日本）；陳曙光（香港））
生日不明，青空小學校門前糖果店元氣堂店鋪經營者。
荒木純（配音：山口健（日本））；沈光嘉（台灣）；郭志權、李錦綸（第19集後）（香港））
台譯：「歐陽純」
生日不明，的兒子，青空棒球隊指導教練，喜歡亞衣子老師，但不敢講明。
藍光人（配音：島田敏（日本）；沈光嘉（台灣）；何國星（香港））
台譯：「魏多蘭」
地球守護者，也是三架機體的命令者。在本作中期時虎太郎三人因為一次偶然身分被流崎哲哉在睡夢中迷糊看到而變成狗，按照祖傳卷軸上的預言，碰觸封印的岩石，誤闖入岩石內連接到的大魔界，遇見了正在與固克纏鬥的藍光人變身成白龍的形態，但為了救被魔界獸襲擊的虎太郎三人，而打輸固克，讓固克再度衝破封印出現在人類世界。受了傷已無法再戰鬥的藍光人恢復成人間體，先把虎太郎三人從動物化變回人身，並將翼龍金剛的小型金蛋交給三人。最終戰中，因巨大伏魔金剛侵入超大型左手形態的固克身體內部施以致命一擊，快要爆炸的固克被藍光人拖進太陽裡燒死，之後藍光人以光之粒子把被固克左手捏成四分五裂的地球、金星與水星都恢復了原狀，也協助將虎太郎三人平安送回地球上。

### 前作客串
日向仁（配音：松本梨香（日本）；馮友薇（台灣）；林丹鳳（香港））
前作《绝对无敌》的主角，雷神王的主駕駛者。在第17話客串登場。
月城飛鳥、星山吼兒
雷神王的副駕駛者，本作中沒有台詞。在第17話客串登場。
泰達
五次元人，陽昇鎮日向酒行店員。在第23話的遊樂園客串登場。
每一集以路人身份客串。

### 大魔界
魔王固克（配音：佐藤正治（日本）；沈光平（台灣）；黃子敬（香港））
稱號暗黑魔王，大魔界的支配者。起初被藍光人封印在青空鎮山林裡的一顆岩石內，以繩索封著，因繩索被意外弄斷而破除封印，一復活就以巨大化左手捏碎了月球，但馬上月球就被藍光人恢復原狀，並把固克封印回岩石、恢復繩索。中期時在一次霧隱虎太郎三人誤闖進岩石內連接的大魔界中時，打贏了白龍形態的藍光人，成功破除封印復活。可以把魔力注入人間界的物品創造出魔界獸、把人類變成動物，對魔導士也有效、具有自我再生能力、可以瞬間移動。但被伏魔金剛、勁力金剛與翼龍金剛三機合作辛苦打倒，仍沒死，靈魂附到了部下黑暗青髮妖III世身上令其強化。必殺技龍頭暗黑彈、魔界光線。劇情末期時，因另外兩名被封印的兄弟魔王沙克、魔王列克也復活，而將固克一起再度復活，由於附在黑暗青髮妖身上的固克靈魂已飛出離開，使得黑暗青髮妖又恢復成初期的狀態，三大魔王都復活之後，一度因青空鎮所有居民聲援的不思議力量元氣爆發而敗給巨大伏魔金剛，但還是沒死。這次與魔王沙克、魔王列克合體成為超大型左手形態，與地球直徑同等尺寸，並捏碎了地球、金星與水星。後來巨大伏魔金剛分離藉由固克的龍口部位侵入其身體的內部，在內部再度合體，把作為中樞的固克本體殺死，快要爆炸的超大型左手，墜入太陽，又被藍光人徹底拖進太陽裡燒死。事後，藍光人以光之粒子把四分五裂的地球、金星與水星都恢復了原狀，也將霧隱虎太郎三人平安送回地球上。
魔王沙克（配音：山口健（日本）；張錦江（香港））
稱號大魔王，靈魂被封印在霧隱家庭院的大魔界的魔王之一，固克的兄弟。身體被封印在國外巴西里約熱內盧的耶穌像內。必殺技龍頭暗黑彈、魔界光線。
魔王列克（配音：島田敏（日本）；黎偉明（香港））
稱號大魔王，靈魂被封印在霧隱家庭院的大魔界的魔王之一，固克的兄弟。身體被封印在國外埃及金字塔內。可以召喚出魔界獸。必殺技魔界光線、龍頭暗黑彈。
黑暗青髮妖III世（配音：曾我部和恭（日本）；沈光嘉（台灣）；陳維舜（香港））
固克的部下之一，大魔界的魔導士，藏身於青空小學的實驗教室，並以實驗教室的物品化為人形。會使用各種咒文法術，可以唸咒丟念珠把人類變成動物。負責以固克授予的魔界獸辭典召喚派出魔界獸。初期只能召喚昆蟲魔界獸辭典，後來換第二本水生魔界獸辭典。劇情中途又意外獲得固克所留下的左手，又換第三本動物魔界獸辭典，此時魔力釋放巨大化的咒文會加上固克左手的魔力增幅。中期固克曾一度一時的復活成功，但被元氣小子合作打倒之後，仍沒死，殘留在人類世界的固克靈魂附到了黑暗青髮妖III世的身上令其外貌與能力強化，並再獲得魔法燈，能藉由固克靈魂的魔力注入人間界的物品直接創造出超魔界獸，剛召喚出來的也是小型魔物，可以再丟出魔法燈施以魔力釋放巨大化咒文。劇情末期時，解開另外兩位魔王的封印，使三大魔王都復活之後，由於附在身上的固克靈魂已飛出離開，又恢復成原本未強化以前的黑暗青髮妖初期狀態。後來被固克捨棄，加上理念不同與被立花亞衣子努力感化，而改邪歸正、棄暗投明，反過來協助元氣小子。也可以把動物化的對象變回人身。曾在地球裂開時用魔法試圖拉動地殼板塊阻止龜裂，但因被固克攻擊而沒有拉動成功。結局中有與亞衣子重逢。
昆蟲魔界獸辭典，召喚咒文
亂世不彰，魔道生機，凡我魔族，快快甦醒，從陰霾幽暗的魔界森林甦醒吧，趁此良機，莫再猶豫，恭請魔界至陰太極寶典！
魔界獸魔力釋放巨大化的咒文
黑暗青髮妖會先說：「魔界獸，本妖賜你魔界至高無上法力！」，魔界獸則會回應：「魔界法輪，法力無比！」
每回預告介紹次回登場的魔界獸咒文
亂世不彰，魔道生機，魔界怪獸，前仆後繼，魔界法輪，法力無比！
水生魔界獸辭典，召喚咒文
亂世不彰，魔界生機，凡我魔族，快快甦醒，從陰霾幽暗的魔界海洋甦醒吧，趁此良機，莫再猶豫，恭請魔界至陰太極寶典！
動物魔界獸辭典，召喚咒文
魔族我類，從黑鬱無極的魔界之域降臨人間，恭請至陰至極太極寶典！
藉由固克靈魂的魔力注入人間界的物品直接創造出超魔界獸，召喚咒文
亂世不彰，魔界生機，凡我魔族，快快甦醒，喚起你萬惡邪心，回返魔界本色，本座命令，萬魔遵行！
解開另外兩位魔王的封印，復活咒文
亂世不彰，魔道生機，凡我魔族，不可自閉，千妖萬魔群起，助我脫離此地，莫要蹉跎猶豫，錯失大好良機！
用魔法試圖拉動地殼板塊防止龜裂，咒文
亂世不彰，魔道生機，逆天行道，在所難依，亂世不彰，魔道生機，逆天行道，在所難依，魔界法力，助我一臂之力！
闇野響史（配音：曾我部和恭（日本）；沈光嘉（台灣）；陳維舜（香港））
黑暗青髮妖III世在偵查元氣小子的相關事情時所化身的路人，因此被結城千夏誤認為是正義的新聞記者闇野先生。在劇中曾因為意外而喜歡上亞衣子老師。
也曾偽裝成女性版的人類姿態巴士小姐的闇野琉子(バスガイトの闇野リウ子)。

## 登場機器
衝鋒虎
虎型猛獸模式的奇蹟變形，黃色元氣小子的霧隱虎太郎的座機，自青空公園或青空商店街出動，可以變形為機器人，配備武器為「衝鋒虎加農砲」、「衝鋒虎火焰」，「衝鋒虎爪劍」，收藏著黃色元氣小子專用的元氣摩托車（ガンバーバイク）合體時變成了伏魔金剛的下半身。
疾速鷹
鷹型猛獸模式的奇蹟變形，藍色元氣小子的風祭鷹介的座機，自青空鎮中道路交岔口或者是從高速公路收費亭前出動，配備武器為「疾速鷹火神砲」、「疾速鷹旋風」、「疾速鷹箭砲」。組合成伏魔金剛時，為其上半身的一部份，收藏著藍色元氣小子專用的元氣噴射機（ガンバージェット）。
象王
象型猛獸模式的奇蹟變形，紅色元氣小子的流崎力哉的座機，自青空住宅區或者是從高架下的停車場出動，配備武器為「象王飛彈」，「象王波浪」、「象王斧」。可組合成伏魔金剛時，為其腳的一部份，收藏著紅色元氣小子的元氣越野車（ガンバーバギー）。
伏魔金剛
台譯合體將軍。身高28.4公尺，由衝鋒虎、疾速鷹、象王奇蹟合體組合而成。
前期由黃色元氣小子的霧隱虎太郎、藍色元氣小子的風祭鷹介與紅色元氣小子的流崎力哉三人共同操作，主駕駛員為霧隱虎太郎，風祭鷹介與流崎力哉則是副駕駛員，後期則改成由霧隱虎太郎一個人駕駛，主要武器為元氣頭鏢、元氣飛彈、元氣劍、元氣火焰、元氣盾，必殺技為「元氣終極攻擊」。與勁力金剛有合體技雙射擊。
每當戰鬥結束之後，會消失以光之粒子降下重置修復街上的損害。
勁力金剛
台譯天神獅王。身高29.9公尺，獅鷲型猛獸模式的奇蹟變形，紅色元氣小子的流崎力哉的座機，自青空鎮中鐵路平交道發射，配備武器為「頭頂炸彈」、「射擊爆破」，與伏魔金剛可以合體成奇蹟武裝，使用合體技「勁力巨砲」（リボルバスター）的「最後火焰」，但必需由伏魔金剛支撐。
每當戰鬥結束之後，會消失以光之粒子降下重置修復街上的損害。
翼龍金剛
台譯翔翼手龍。身高27.8公尺，翼龍型猛獸模式的奇蹟變形，藍色元氣小子的風祭鷹介的座機，自青空鎮外水庫發射，配備武器為「神龍射擊」、「翼龍龍捲風」，必殺技為「翼龍加農砲」的「神龍閃電閃光」。
每當戰鬥結束之後，會消失以光之粒子降下重置修復街上的損害。
在第30集中，曾被超魔界獸放大鏡怪(レンズドン)一時的把體型放大，由於人類的駕駛員已無法操作，伏魔金剛與勁力金剛還同時跑入機體內部的駕駛艙負責操作，但機體又被放大鏡怪再更加把體型放大到與地球直徑同等尺寸，黑暗青髮妖並為了讓放大鏡怪自己也巨大化而丟出鏡子反射使其變成一樣大小戰鬥，後來在用攻擊意外讓放大鏡怪縮小彼此之後，才從此恢復原本的體型。
巨大伏魔金剛
台譯超級合體將軍。身高43.8公尺，由伏魔金剛、勁力金剛、翼龍金剛超奇蹟合體組合而成，最終形態。
主駕駛員為黃色元氣小子的霧隱虎太郎，藍色元氣小子的風祭鷹介與紅色元氣小子的流崎力哉則是副駕駛員，主要武器為「元氣伏特」、「元氣巨砲」、「終極元氣劍」、「元氣暴風閃光」，必殺技為「巨大終極攻擊」。
每當戰鬥結束之後，會消失以光之粒子降下重置修復街上的損害。

## 動畫術語

### 小型配備
元氣手環
虎太郎、力哉與鷹介三人所配戴的手環，只要同時按下手環上兩個按鈕三人就能換上元氣戰服。
元氣指揮器
配戴了手環之後，唯一能讓伏魔金剛等三體機器人順利合體的指揮機器，或者能藉由指揮機器來改變機器人的出發地點，提防大魔界的突擊。

### 元氣忍法(ガンバー忍法，衝鋒虎、疾速鷹、象王的合體技)
- 衝鋒虎火焰攻擊
- 疾速鷹旋風射擊
- 象王波浪攻擊
- 奇蹟三位一體攻擊
- 衝鋒虎火焰・天空・攻擊

### 超元氣忍法(ウルトラガンバー忍法，伏魔金剛、勁力金剛、翼龍金剛的合體技)
- 三位一體粉碎

## 劇集列表
以下劇集按照首播順序排列（不包括首播後的任何重播）
| 集序 | 日本首播時間 | 臺灣首播時間 | 日文原文標題 | 台視中文標題       | TVB中文標題            | 脚本                    | 分鏡              | 演出       | 作畫監督   |
| ---- | ------------ | ------------ | ------------ | ------------------ | ---------------------- | ----------------------- | ----------------- | ---------- | ---------- |
| 1    | 1992/04/01   | 1995/09/11   |              | 禍亂的源頭！       | 發現機械人！           | 金巻兼一                | 川瀨敏文          | 元永慶太郎 | 近藤高光   |
| 2    | 1992/04/08   | 1995/09/18   |              | 神奇的超能力！     | 超能力大發現！         | 金巻兼一                | 川瀨敏文          | 越智浩仁   | 西村誠芳   |
| 3    | 1992/04/15   | 1995/09/25   |              | 秘密會被揭穿！     | 洩漏秘密！             | 川崎ヒロユキ            | 日高政光          | 日高政光   | 濱名孝行   |
| 4    | 1992/04/22   | 1995/10/02   |              | 大戰魔音大提琴     | 小提琴大決鬥           | 金巻兼一                | 横山廣行          | 横山廣行   | 西村誠芳   |
| 5    | 1992/04/29   | 1995/10/09   |              | 蛋糕逃走了！？     | 蛋糕不見了！？         | なかむらまなぶ          | 元永慶太郎        | 元永慶太郎 | 菊池晃     |
| 6    | 1992/05/06   | 1995/10/16   |              | 恐怖的家庭訪問     | 老師要來做家訪         | 志茂文彦                | 河本昇悟 山口祐司 | 谷口悟朗   | 藁谷均     |
| 7    | 1992/05/13   | 1995/10/23   |              | 沙堆城市！         | 小鎮變成大砂場！       | 静谷伊佐夫              | 越智浩仁          | 越智浩仁   | 武内啓     |
| 8    | 1992/05/20   | 1995/10/30   |              | 團結就是力量       | 弊啦！伏魔金剛陷入困境 | 金巻兼一                | 日高政光          | 日高政光   | 佐久間信一 |
| 9    | 1992/05/27   | 1995/11/06   |              | 超能力棒球賽       | 超能力棒球賽           | なかむらまなぶ          | 河本昇悟          | 河本昇悟   | 藁谷均     |
| 10   | 1992/06/03   | 1995/11/20   |              | 偽裝失敗           | 噴墨兄弟 到處搗亂！    | 川崎ヒロユキ            | 山口祐司          | 山口祐司   | 近藤高光   |
| 11   | 1992/06/10   | 1996/11/27   |              | 電擊後遺症         | 鷹介失常了！！         | 志茂文彦                | 元永慶太郎        | 元永慶太郎 | 佐久間信一 |
| 12   | 1992/06/17   | 1995/12/04   |              | 行動城市？         | 整個青空鎮被搬走了！？ | 金巻兼一                | 杉島邦久          | 谷口悟朗   | 菊池晃     |
| 13   | 1992/06/24   | 1995/12/11   |              | 語言不通？         | 我只懂說青蛙語言       | 志茂文彦                | 越智浩仁          | 越智浩仁   | 藁谷均     |
| 14   | 1992/07/01   | 1995/12/18   |              | 液體升空           | 鯨魚魔界獸飛天         | なかむらまなぶ          | 河本昇悟          | 河本昇悟   | 近藤高光   |
| 15   | 1992/07/08   | 1996/01/08   |              | 勁力金剛現身       | 新機械人出現!          | 金巻兼一                | 山口祐司          | 山口祐司   | 佐久間信一 |
| 16   | 1992/07/15   | 1996/01/15   |              | 魔王附身           | 力哉決戰伏魔金剛！     | 金巻兼一                | 江上潔            | 江上潔     | 菊池晃     |
| 17   | 1992/07/22   | 1996/01/22   |              | 魔界無底洞         | 恐怖的魔界洞穴！       | 川崎ヒロユキ 金巻兼一   | 日高政光          | 日高政光   | 藁谷均     |
| 18   | 1992/07/29   | 1996/01/29   |              | 嚇破膽大會         | 膽量大測試             | 志茂文彦                | 横山廣行          | 谷口悟朗   | 濱名孝行   |
| 19   | 1992/08/05   | 1996/02/05   |              | 企鵝冰城           | 反敗為勝湯麵           | なかむらまなぶ          | 越智浩仁          | 越智浩仁   | 佐久間信一 |
| 20   | 1992/08/12   | 1996/02/12   |              | 香蕉大決戰         | 荒唐大決戰             | ごとうかずひこ          | 山口祐司          | 山口祐司   | 近藤高光   |
| 21   | 1992/08/19   | 1996/02/19   |              | 固克復活           | 魔王復活！             | 金巻兼一                | 江上潔            | 江上潔     | 近藤高光   |
| 22   | 1992/08/26   | 1996/02/26   |              | 翼龍金剛誕生       | 翼龍金剛誕生！         | 金巻兼一                | 日高政光          | 日高政光   | 藁谷均     |
| 23   | 1992/09/02   | 1996/03/04   |              | 三金剛大合體       | 三金剛大合體           | 川崎ヒロユキ            | 河本昇悟          | 河本昇悟   | 佐久間信一 |
| 24   | 1992/09/09   | 1996/03/11   |              | 漫畫驚魂記         | 我們進入了漫畫裡       | ごうどかずひこ          | 谷口悟朗          | 谷口悟朗   | 濱名孝行   |
| 25   | 1992/09/16   | 1996/03/18   |              | 透明記             | 大隱形                 | 金巻兼一                | 越智浩仁          | 越智浩仁   | 藁谷均     |
| 26   | 1992/09/23   | 1996/03/25   |              | 食物恐慌           | 魔界的廚師！           | 金巻兼一 なかむらまなぶ | 江上潔            | 江上潔     | 小林利充   |
| 27   | 1992/09/30   | 1996/04/01   |              | 正義狗忍者         | 忍者金剛出現           | 川崎ヒロユキ            | 日高政光          | 日高政光   | 佐久間信一 |
| 28   | 1992/10/07   | 1996/04/08   |              | 邪惡木偶           | 運動會大混亂           | 金巻兼一                | 河本昇悟          | 河本昇悟   | 近藤高光   |
| 29   | 1992/10/14   | 1996/04/15   |              | 磁鐵風波           | 磁石魔界獸！           | ごうどかずひこ          | 谷口悟朗          | 谷口悟朗   | 藁谷均     |
| 30   | 1992/10/21   | 1996/04/22   |              | 小小世界           | 翼龍金剛很大啊！       | 金巻兼一 なかむらまなぶ | 山口祐司          | 山口祐司   | 濱名孝行   |
| 31   | 1992/10/28   | 1996/04/29   |              | 時空變換記         | 青空鎮時光大轉移       | 金巻兼一                | 越智浩仁          | 越智浩仁   | 佐久間信一 |
| 32   | 1992/11/04   | 1996/05/06   |              | 氣球公車           | 氣球大戰               | 志茂文彦                | 日高政光          | 日高政光   | 菊池晃     |
| 33   | 1992/11/11   | 1996/05/13   |              | 姐弟大對決！       | 小霞決戰伏魔金剛       | 金巻兼一                | 河本昇悟          | 河本昇悟   | 藁谷均     |
| 34   | 1992/11/18   | 1996/05/27   |              | 真假戲外戲         | 話劇表演               | 志茂文彦                | 日高政光          | 日高政光   | 近藤高光   |
| 35   | 1992/11/25   | 1996/06/03   |              | 飄浮紙人           | 哲哉長大了             | 千葉克彦                | 山口祐司          | 渡邊信一郎 | 佐久間信一 |
| 36   | 1992/12/02   | 1996/06/10   |              | 虎太郎軍團？       | 好多虎太郎啊！？       | 志茂文彦                | 越智浩仁          | 越智浩仁   | 黄瀨和哉   |
| 37   | 1992/12/09   | 1996/06/17   |              | 巨大烤爐桌         | 電暖枱大決戰           | 金巻兼一 なかむらまなぶ | 日高政光          | 日高政光   | 藁谷均     |
| 38   | 1992/12/16   | 1996/06/24   |              | 正義的黑暗青髮妖？ | 正義的暗野狸鼠         | 川崎ヒロユキ            | 河本昇悟          | 河本昇悟   | 菊池晃     |
| 39   | 1992/12/23   | 1996/07/01   |              | 偷禮物的聖誕老人？ | 聖誕老人大賊！         | 千葉克彦                | 谷口悟朗          | 谷口悟朗   | 高橋英樹   |
| 40   | 1993/01/06   | 1996/07/08   |              | 怕年糕的英雄？     | 可怕的年糕！           | 金巻兼一                | 渡邊信一郎        | 渡邊信一郎 | 佐久間信一 |
| 41   | 1993/01/13   | 1996/07/15   |              | 魔鬼戀人           | 愛上大魔使者           | 川崎ヒロユキ            | 越智浩仁          | 山口美浩   | 近藤高光   |
| 42   | 1993/01/20   | 1996/07/22   |              | 小小不速之客       | 可怕的強敵             | 千葉克彦                | 日高政光          | 日高政光   | 近藤高光   |
| 43   | 1993/01/27   | 1996/07/29   |              | 年少青春           | 鷹介約會啊             | 志茂文彦                | 渡邊信一郎        | 原田奈奈   | 柳澤哲也   |
| 44   | 1993/02/03   | 1996/08/05   |              | 大魔界的秘密！     | 大魔界的秘密！         | 川崎ヒロユキ            | 谷口悟朗          | 谷口悟朗   | 佐久間信一 |
| 45   | 1993/02/10   | 1996/08/12   |              | 三大魔王復活！     | 三大魔王復活！         | 金巻兼一                | 木村真一郎        | 木村真一郎 | 池田裕治   |
| 46   | 1993/02/17   | 1996/08/19   |              | 我們元氣爆發！     | 我們元氣爆發！         | 金巻兼一                | 河本昇悟          | 河本昇悟   | 藁谷均     |
| 47   | 1993/02/24   | 1996/08/26   |              | 最終最後的大決戰！ | 最終最後的大決戰！     | 金巻兼一                | 日高政光          | 日高政光   | 近藤高光   |

　※11992/12/30因播出特別節目而暫停播出。

## 主題曲
- 片頭曲

作詞：篠原仁志、作曲：和泉一弥、編曲：米光亮、歌：yoshiko
- 片尾曲

作詞：川瀬敏文・松宮恭子、作曲：松宮恭子、編曲：米光亮、歌：元気爆発隊
- 香港版片頭曲「元氣爆發」[3]

主唱：張崇基、張崇德

## 製作人員
- 企劃： 日昇動畫
- 原作： 矢立肇
- 故事協調：金卷兼一
- 人物設定：近藤高光
- 機械設計：（山國高裕）
- 美術監督：池田繁美
- 顏色協調：甲斐けいこ
- 攝影監督：金子行助
- 編集：瀨山武司
- 音響監督：山崎あきら
- 音樂：長谷川智樹
- 設定製作：吉村章
- 製作進行：岡本英樹、北村真咲
- 監督：川瀨敏文
- 製作人：池田朋之、藤波俊彦、内田健二
- 製作：東京電視台、讀賣廣告社、日昇動畫

## 周邊商品
- 日本

分別發行組合玩具、整套、指令器、音樂CD、LD及動畫VCD，其中由TOMY製作發售元氣爆發機器玩具商品因組合成巨大伏魔金剛有相當的難度，且價格昂貴，因此銷售不佳；另外於TOMY曾還製作過一款同名GameBoy專用遊戲軟體於1992年11月27日發售。2004年重新製作DVD由安利美特發售。
- 臺灣

動畫VHS錄影帶由博英社發行，並由相關廠商代理發售玩具商品。

## 其他資料
作為《絕對無敵》衍生篇，《元氣爆發》有不少《絕對無敵》人物出現在劇情中。例如第二集，武田長官首次出場；第三、五、八、十、十三、十六、十七、三十五、三十九集，因為武田桂是武田長官的女兒，泰達以路人身份多次客串，而第二十一集中，更化身成動物出現；第七集中，出現樣子與日向仁相似的小朋友；第十七集，主角虎太郎被雷神王從邪惡獸手中救出。即是兩者角色是互相穿插，可見對作者來說，設計角色不必多費神。

## 外部連結
- 日昇動畫 （页面存档备份，存于）（日語）
- 台灣電視資料庫（無線） （页面存档备份，存于）（繁體中文）
- 台灣電視資料庫（有線）[永久]（繁體中文）
- Mecha Hangar（英文）